# Marcin Pałys
Marcin Jakub Pałys (* 5. prosince 1964, Varšava) je polský chemik a rektor univerzity ve Varšavě v letech 2012-2016 a 2016-2020.
V roce 1987 promoval na fakultě chemie Varšavské univerzity. V letech 1988-1992 absolvoval doktorandská studia na univerzitě Twente. Habilitoval v roce 2005 na základě vědeckých úspěchů a práce s názvem Elektrochemia związków koordynacyjnych w warunkach transportu dyfuzyjno-migracyjnego. Specializuje se na elektrochemii.
Profesionálně je od roku 1987 spojen s fakultou chemie na univerzitě ve Varšavě. V roce 2010 byl jmenován profesorem. Od roku 2005 do roku 2008 působil jako zástupce děkana. Pak byl jmenován prorektorem. V roce 2012 byl zvolen rektorem univerzity ve Varšavě místo odstupující Katarzyny Chałasińské-Macukowské. V roce 2016 byl opět zvolen.
V roce 2014 obdržel řád kříže země Panny Marie 4. třídy a roku 2016 francouzský Národní řád za zásluhy.